# 达拉扎克
达拉扎克（法語：Darazac，法語發音：[daʁazak]）是法国科雷兹省的一个市镇，属于蒂勒区。

## 地理
达拉扎克（45°10'31"N, 2°5'4"E）面积14.55 平方千米，位于法国新阿基坦大区科雷兹省，该省份为法国中南部省份，北起上维埃纳省和克勒兹省，西接多爾多涅省，南至洛特省，东临多姆山省和康塔爾省。
与达拉扎克接壤的市镇（或旧市镇、城区）包括：欧里亚克、上巴西尼亚克、圣于连欧布瓦、圣普里瓦、塞维耶尔堡。

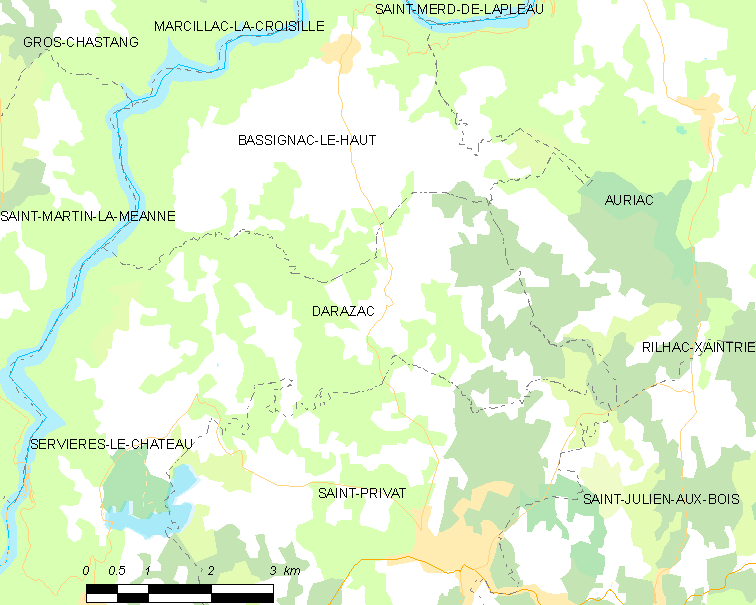
达拉扎克的OSM定位图

达拉扎克的时区为UTC+01:00、UTC+02:00（夏令时）。

## 行政
达拉扎克的邮政编码为19220，INSEE市镇编码为19069。

## 政治
达拉扎克所属的省级选区为多尔多涅河畔阿让塔县。

## 人口

1962-2008年间达拉扎克人口变化图示

达拉扎克于2022年1月1日时的人口数量为144人。